# Аццоне
Аццоне (італ. Azzone) — муніципалітет в Італії, у регіоні Ломбардія, провінція Бергамо.
Аццоне розташоване на відстані близько 500 км на північний захід від Рима, 95 км на північний схід від Мілана, 50 км на північний схід від Бергамо.
Населення — 412 осіб (2014).
Щорічний фестиваль відбувається 25 липня. Покровитель — Филип.

## Демографія
Населення за роками:

Станом на 1 січня 2023 року в муніципалітеті офіційно проживали 3 іноземці з 2 країн, серед них 2 громадяни України.

## Сусідні муніципалітети
- Анголо-Терме
- Борно
- Колере
- Скільпаріо
- Вільміноре-ді-Скальве